# Elbette
 (novembre 2023).
Albums de Candan Erçetin
Oyalama Artık Unut Sevme
Elbette est le cinquième album de la chanteuse turque Candan Erçetin. Les paroles de Elbette et de Olmaz ont été écrites par cette dernière.

## Liste des chansons
1. Dayan (Résiste)
2. Elbette (Evidemment)
3. Arada Bir (De loin en loin)
4. Söz Vermiştin (Tu avais promis)
5. Unut Sevme (Oublie-moi)
6. Merak Ediyorum (Je me fais du souci)
7. Saçma (Ne dis pas n'importe quoi)
8. Olmaz (Ce n'est pas comme ça)
9. İster Sallan Gez
10. Bana Güven (Fais-moi confiance)
11. Aklım Almıyor
12. Dünya Durma (Monde, ne t'arrête pas)
13. Annem (Ma mère)
14. Söz Vermiştin V:2 (CD Bonus Track)

## Vidéo Clips
- Elbette